# Тастинський сільський округ (Сузацький район)
Тасти́нський сільський округ (каз. Тасты ауылдық округі, рос. Тастынский сельский округ) — адміністративна одиниця у складі Сузацького району Туркестанської області Казахстану. Адміністративний центр — село Тасти.
Населення — 1470 осіб (2021; 1410 у 2009, 1485 у 1999, 1829 у 1989).
Станом на 1989 рік існувала Тастинська сільська рада (села Килти, Тасти).

## Склад
До складу округу входять такі населені пункти:
| Населений пункт | Колишні назви | Населення, осіб (1989) | Населення, осіб (1999) | Населення, осіб (2009) | Населення, осіб (2021) |
| --------------- | ------------- | ---------------------- | ---------------------- | ---------------------- | ---------------------- |
| Килти, село     | -             | 286                    | 136                    | 223                    | 108                    |
| Тасти, село     | -             | 1543                   | 1349                   | 1187                   | 1362                   |